# Дейсман, Адольф
Адольф Дейсман (нем. Gustav Adolf Deißmann; 7 ноября 1866, Лангеншайд, Германия — 5 апреля 1937, Вюнсдорф, Германия) — немецкий протестантский богослов, экуменист.

## Биография
Происходил из семьи пасторов. После окончания средней школы в Висбадене он обучался протестантской теологии в университетах Тюбингена и Берлина, а также Духовной семинарии Евангелической Церкви в Херборне. С 1892 года преподавал в Марбурге; в 1897 году был назначен профессором Нового Завета в Гейдельбергском университете; в 1908 году стал преподавать экзегетику Нового Завета в Берлинском университете; в 1930—1931 году он занимал пост ректора университета.
В Гейдельбергском университете в 1904 году он вместе с А. Дитрихом создал семинар по античным магическим папирусам, который привлёк многих талантливых студентов.
Во время Первой мировой войны он был одним из духовных лидеров Германии, благодаря публикации 'Evangelische Wochenbriefe '(1914—1921).
А. Дейсман активно участвовал в экуменическом движении, встречался с одним из его основателей Натаном Сёдерблумом; участвовал в первой Всемирной конференции церквей «Вера и порядок» (1927); с 1929 года он был членом «Мирового Христианского Совета Жизни и Труда», предшественника «Всемирного совета церквей». Дважды он номинировался на Нобелевскую премию мира.
Одним из первых А. Дейсман обратился к изучению египетских папирусов, указав их важность для понимания перевода Септуагинты и оригинальных текстов Нового Завета. 

Он первый восстал против обособления библейского языка от языка светского, показав при помощи папирусов и надписей на многочисленных частных примерах, что так называемые «христианские» или «иудейско-греческие» слова или мнимые семитизмы на самом деле были обыкновенными словами общего языка— Соболевский С. И. Греческий язык библейских текстов Κοινή
Дейсман отвергал гебраистическую и догматическую теории новозаветного языка; он показал, что это не специальный язык, а лишь развитие койне.